# Поле с зелёной пшеницей и кипарисом
«Поле с зелёной пшеницей и кипарисом» (фр. Champ de blé vert avec cyprès), «Зелёная пшеница» (чеш. Zelené obilí) — картина Винсента Ван Гога, написанная художником в 1889 году в Сен-Реми-де-Прованс. Находится в Национальной галерее в Праге (Чехия).

## История
Полотно было написано в 1889 году, когда Ван Гог был добровольно помещён в приют Сен-Поль возле Сен-Реми-де-Прованс. Несколько картин пшеничных полей с кипарисами были созданы, когда Ван Гогу стали позволять покинуть территорию больницы и исследовать местные пейзажи. Помимо любви к кипарисам, Ван Гог имел особое отношение к пшеничным полям, которые он изобразил на десятках картин за годы пребывания в Сен-Поле. Для художника поля символизировали цикл жизни и смерти. Он находил в них и утешение, и вдохновение.
В середине июня 1889 года Винсент Ван Гог написал своей сестре Вил, что он только что закончил картину:
Затем ещё один [пейзаж] изображает поле пожелтевшей пшеницы, окружённое ежевикой и зелёными кустами. В конце поля маленький розовый дом с высоким тёмным кипарисом, который выделяется на фоне дальних пурпурных и голубоватых холмов и на фоне голубого незабудкового неба с розовым, чьи чистые тона контрастируют с уже тяжелой, выжженной землёй и такие же тёплые, как корка буханки хлеба».

## Описание
Хотя композиция похожа на несколько картин Моне, Ренуара, Сислея и Писсарро, Рональд Пикванс говорит, что «по сравнению с высокой импрессионистской практикой, цвет используется более локально, а мазки более органичны и энергично заштрихованы». Однако «без пространственных искажений, чрезмерно повышенных цветовых тональностей и революционной символики этот пейзаж подтверждает свою нормальность в рамках импрессионистской конвенции. Он не проявляет психологического напряжения и не проецирует болезненное видение».